# Dvorec Hellbrunn
Dvorec Hellbrunn v mestu Salzburg, je manieristični letni dvorec, zgrajen v začetku 17. stoletja z dobro znanimi vodnimi motivi v istoimenskem parku in na istoimenskem urejenem podeželskem vrtu ali južno od okrožja Morzg. Dvorec je obdan z obsežnimi urejenimi parki. Del zgodovinskega grajskega parka se danes uporablja kot Salzburški živalski vrt. Celoten kompleks, vključno s hortikulturnimi spomeniki, je spomeniško zaščiten.

## Dvorec
Markus Sittikus von Hohenems je bil leta 1612 izvoljen za salzburškega knezonadškofa. Od leta 1613 do 1615 je ob mestnih vratih Salzburga zgradil predmestne vile po italijanskem vzoru, vključno s poznogotsko plemiško rezidenco. Arhitekt je bil Santino Solari, ki je bil tudi zadolžen za Salzburško stolnico. Plesna dvorana je bogato poslikana po stenah in na obokanem stropu z alegoričnimi upodobitvami (verjetno delo Arsenio Mascagni). Omeniti velja tudi osmerokotno sobo, ribjo sobo, ptičjo sobo in vogalno sobo. Druge zgradbe so razporejene simetrično okoli zaprtega dvorišča. Dvorec tvori skupaj z dostopno potjo z vzhoda, tako imenovan vzhodni portal, Fürstenweg (danes prečka Alpsko cesto) pa je grajska os, ki sega daleč v pokrajino.

## Igra vode
Tu lahko občudujemo najbolje ohranjene vodne znamenitosti pozne renesanse s številnimi vodnimi šalami in različnimi gibljivimi figurami ter številnimi figurami, okrasnimi kipi, in sicer: theatrum (rimsko gledališče) s knežjo mizo in ribnikom, Orfejeva jama, vinska klet, ribnik z vodnjakom s Perzejem in Neptunova jama (dežna jama) in druge tematske jame, Venerina jama, kipi divjih prašičev, jama ibeksov in vodnjak boginje Diane, Midasova ter Neptunov vodnjak. Od leta 1749 do 1752 je bil pod nadškofom Andreasom Jakobom von Dietrichsteinom starim vodnim motivom dodan še izdelan Mehanski teater.

## Park Hellbrun
Park Hellbrunn sodi med najpomembnejše vrtne arhitekturne spomenike v Avstriji in je navedeni kot zgodovinski spomeniki (št. 41 v Dodatku k § 1, odstavek 12 DMSG). Celoten kompleks Hellbrunn je na območju varstva krajine Salzburg-Süd (LSG 52, 1147 ha). Prav tako predstavlja pomemben del zelenega pasu za metropolitansko območje Salzburga.

### Manierističen okrasni vrt
Prostorna okrasna vrtna površina vodnega parterja je prosto dostopna. Skupaj s smrekovim drevoredom ta okrasni vrt tvori pokrajinsko os, ki je usmerjena čez reko Salzach do dvorca Goldenstein. Sestavljena je iz geometrijsko oblikovanega glavnega ribnika z osrednjim otokom, ki je središče parka in nad katerim se je prvotno dvigal Erdbeerberg. Na obeh straneh ribnika sta simetrično zasnovana dva vodna bazena (ribnika). Različni kipi, grmičasti okraski in arhitekturno obrezani drevesni drevoredi bogatijo originalni manieristični geometrijski park, ki je bil preurejen v obdobju baroka, ponekod pa tudi kasneje.

### Lovski park in Hellbrunner Berg
Tukaj danes najdemo:
- velik travnik vzhodno od hriba, ki je bil do leta 1800 del knezonadškofovega lovskega parka,
  - s sosednjim travnikom,
  - otroško igrišče
  - in Kneippov kompleks
- kot tudi Hellbrunner Berg
  - z dvorcem Monatsschlössl
  - in kamnitim gledališčem

Monatsschlössl (prvotno imenovan Waldems-Schlösschen) je bil zgrajen leta 1615 in je viden od Hellbrunnerberga do središča okrasnega parka. V tem dvorcu je danes Salzburški ljudski muzej. Divje romantično kamnito gledališče na Hellbrunnerbergu, v celoti izklesano iz konglomeratne skale, je edinstveno. Leta 1617 se je na kratko (po predstavi v Stari rezidenci v Salzburgu) na kratko pojavila ena prvih opernih predstav v Srednji Evropi in sicer L'Orfeo Claudia Monteverdija.

### Sakralni vrt
Kot kontrapunkt knežjega in zabavnega parka (na samem severu parka) je nadškof na jugu dvornega parka zgradil v duhu kapucinskega reda svetega Frančiška oziroma svetega Carla Boromeja, sveti puščavniški park nad Alterbachom v obliki kalvarije, v kateri so bile najdene različne skulpture puščavnikov ki so pobožno občudovali kalvarijske kapele) in naselil puščavnike. Divjina kot nasprotje fevdalnemu in prefinjenemu vrtu užitkov naj bi simbolizirala naravno božansko stvarstvo. Molitve naj ne moti svetovni pomp. Danes je ohranjenih le nekaj temeljev teh sakralnih spomenikov. Vendar pa je naravna divjina okoli Anifer Alterbacha ohranjen kot samostojen del zgodovinskega grajskega parka. Velik del svetega vrta zdaj spada v območje živalskega vrta Hellbrunn, ki zlasti izkorišča staro zalogo s prostornimi odprtimi prostori na južnem koncu parka.

### Podeželski vrt
Edino dobro ohranjeno okoliško krajinsko območje je tudi:
- Hellbrunner Allee, skupaj s Fürstenweg, najstarejši ohranjen drevored v Srednji Evropi (verjetno celo najstarejši ohranjen drevored na svetu), ki ga je Markus Sittikus zasadil v letih 1614/1615 v duhu pozne renesanse vzdolž osi vodnega dvorca Freisaal, se razprostira daleč v pokrajino in je manifestiral absolutno zahtevo za oblast mladega kneza. Je zaščiten del pokrajine (GLT50).
- Fürstenweg, zasnovana kot stari lipov drevored, vodi v poplavni gozd in naprej na bregove Salzach. Sega tudi daleč v pokrajino - os grajske stavbe in Sternweiher.
- Velika parkovna os se začne z vodnimi elementi s skulpturo boginje Diane. Tvori os simetrije okrasnega velikega vodnega parterja proti vzhodu in se nadaljuje v ravni črti skozi lovski park, poplavni gozd in čez Salzach do dvignjenega dvorca Goldenstein. Prvotno je os prekinjal umetno ustvarjen, visok Erdbeerber kot središče okrasnega grajskega parka.

Velika vrtna os je bila v pokrajini okrog leta 1730 še bolj jasno vidna z oblikovanjem smrekove ulice, ki je potekala na obeh straneh lovskega parka Erdbeerberg, a so jo odstranili.
Vrst hrastov v parku dvorca Hellbrunn je tudi zaščiten del pokrajine (GLT100).

## Slike in citati
Kar vidite tukaj na ljubkih gričih, bujnih travnikih in bleščečih vodah je Markus Sittikus, salzburški nadškof in deželni knez, ni občudoval zapostavljene darove narave, obdane z zidovi, okrašenih z gledališči brez naklonjenosti; zbral je vse različne vire iz močvirja in jih leta 1613 posvetil ljubljenemu potomstvu.— Napis na osrednji zgradbi vodnjaka Altemps
 Oh, kakšen raj na zemlji! Park: labirint vode, igra Najad, gledališče cvetja, arena tistih, ki gledajo naokoli, kapitol kipov, muzej milosti, obilje smiselne kontemplacije v veselem pogledu! O sladka osamljenost! Oh skrivnostni gozd, vreden le kralja! Izgubljam se v takih gozdovih, bolj kot v labirintu. Manjkajo mi le besede, da bi vse opisal. Benetke se mi zdijo utelešene v vodi, toda v umetnih stavbah je Rim tako rekoč povzet.— Domenico Gisberti, 1670

## Prihodnja zasnova vzdolž Fürstenweg
Nekdanja zgodovinska parkovna območja Hellbrunna se še vedno uporabljajo kot nevsiljiva asfaltna parkirna mesta znotraj grajskega obzidja. Nekoč reprezentativno dostopno območje od Hellbrunner Allee do vzhodnega portala dvorca je trenutno tudi tlakovano parkirišče. Možna je premestitev teh zelo nadležnih parkirnih mest in združitev različnih parkirnih mest za avtomobile in avtobuse v zaprto parkirno mesto. Zato je pomembna zasnova asfaltnih površin na podlagi zgodovinskih modelov.
- Zadnja fasada dvorca
- Adventni sejem
- Vodni motiv
- Vodnimotiv: rimsko gledališče s knezovo mizo
- Rimsko gledališče ponoči
- Majhna Venerina jama
- Dvorec Hellbrunn, risba Matthäus Merian, 1656